# توم كين (ممثل)
توم كين (بالإنجليزية: Tom Keene)‏ هو ممثل أمريكي، ولد في 30 ديسمبر 1896 في روتشستر في الولايات المتحدة، وتوفي في 4 أغسطس 1963 في وودلاند هيلز، كاليفورنيا في الولايات المتحدة بسبب سرطان.

## أعمال

### أفلام
- (1947) تبادل إطلاق النار
- (1959) الخطة 9 من الفضاء الخارجي[1][2]

## وصلات خارجية
- توم كين على موقع IMDb (الإنجليزية)
- توم كين على موقع ألو سيني (الفرنسية)
- توم كين على موقع أول موفي (الإنجليزية)
- توم كين على موقع قاعدة بيانات الأفلام السويدية (السويدية)
- توم كين على موقع قاعدة بيانات الفيلم (الإنجليزية)
- توم كين على موقع كينوبويسك (الروسية)